# Кварталът на богатите (сериал)
Кварталът на богатите (на турски: Medcezir, в най-близък превод Приливи и отливи) е турски тийндрама сериал, излязъл на телевизионния екран през 2013 г., адаптиран по американския сериал „Ориндж Каунти“.

## Сюжет
Яман който живее в Тозлудере, едно от предградията на Истанбул, винаги се е опитвал да промени съдбата си, като работи усилено, за да спечели добър живот. В деня на рождения ден на брат му Кенан и двамата са арестувани, тъй като брат му откраднал кола от бензиностанция. Същата вечер съдбата на Яман се променя, когато среща Селим Серез, богат адвокат, който му помага да излезе от затвора. Селим вижда Яман като обещаващ млад мъж и му предлага помощта си. Когато майката на Яман го изгонва от къщата си, Яман е принуден да се свърже със Селим и да приеме помощта му. След това отива в къщата на Селим в Алтънкьой, изключителен квартал за висшата класа в Истанбул и му предлагат работа като градинар за една седмица, както и място за живеене в къщата с басейн извън основната къща. Дори Яман да е наясно, че в реалния живот няма чудеса, той няма друг шанс, освен да премине през тази врата. Носейки тежестта на миналото на плещите си сред непознати хора, той е изправен пред по-тежък живот от този който е имал в Тозлудере. В Алтънкьой той среща Мерт, синът на Селим, с когото се сприятелява почти веднага, среща и Мира, младо, красиво и богато момиче, което живее в съседство и в което се влюбва.
Предизвикателства възникват за младия Яман, който се записва в университета Асъм Шекип Kaя заедно с Мира, Мерт, Ейлюл и техните приятели.
Оркун, бившият приятел на Мира, завижда на Яман и му създава проблеми нарочно, за да го премахне от Алтънкьой. Той се присъединява към Хасан, доведения баща на Яман, в този план.

## Излъчване
| Сезон | Сезон | Епизоди | Начало на сезона  | Край на сезона | Всички епизоди | ТВ сезон    | ТВ канал | Дата и час    |
| ----- | ----- | ------- | ----------------- | -------------- | -------------- | ----------- | -------- | ------------- |
|       | 1     | 38      | 13 септември 2013 | 13 юни 2014    | 1 – 38         | 2013 – 2014 | Star TV  | петък (20:00) |
|       | 2     | 39      | 12 септември 2014 | 12 юни 2015    | 39 – 77        | 2014 – 2015 | Star TV  | петък (20:00) |

## Излъчване в България
| Сезон | Сезон | Епизоди | Начало на сезона | Край на сезона      | Всички епизоди | ТВ сезон | ТВ канал | Дата и час                 |
| ----- | ----- | ------- | ---------------- | ------------------- | -------------- | -------- | -------- | -------------------------- |
|       | 1     | 63      | 7 юли 2015 г.    | 5 октомври 2015 г.  | 1 – 63         | 2015 г.  | bTV      | всеки делничен ден (20:00) |
|       | 2     | 74      | 5 юли 2016 г.    | 25 октомври 2016 г. | 64 – 137       | 2016 г.  | bTV      | всеки делничен ден (20:00) |

## Актьорски състав
- Чаатай Улусой – Яман Копер
- Серенай Саръкая – Мира Бейлидже-Копер
- Баръш Фалай – Селим Серез
- Мине Тугай – Ендер Кая-Серез
- Танер Йолмез – Мерт Асъм Серез
- Хазар Ергючлю – Ейлюл Булутер
- Шебнем Дьонмез – Суде Бейлидже „Асуде“
- Дефне Каялар – Седеф Кая
- Мурат Айген – Фарук Бейлидже
- Мирай Данер – Берен Бейлидже
- Джан Гюрзап – Асъм Шекип Кая
- Метин Акдюлгер – Оркун Дживаноолу
- Али Аксоз – Кенан Копер
- Сибел Тасчиоолу – Невин Копер
- Дженк Кангьоз – Хасан
- Пънар Тунчегил – Айше
- Серхат Парил – Гирай
- Харе Сюрел – Лейля
- Кюршат Алначък – Турунч Надир/Надир Бактъроолу „Портокала“
- Мерич Арал – Хале
- Езги Созюер – Еда
- Еджем Акбин – Тууче
- Батухан Екши – Дорук
- Батухан Бегимгил – Бурак
- Мерт Таник – Баръш Булутер
- Нихан Аслъ Елмаз – Гамзе Булутер
- Асуман Караколукчу – Сузан „Сузи“
- Айбюке Пусат – Елиф
- Баръш Алпайкут – Узай
- Берк Ерчер – Синан Енвероолу
- Саим Каракале – Тан
- Айше Мелике Черчи – Рейхан Арсен
- Йозге Гюрел - Ада Арсен
- Гюркхан Качар – Мехмет
- Аслъ Орчан – Дениз
- Корхан Окай – Дженгиз
- Бурак Дениз – Арас
- Турхан Джихан Шимшек – Али
- Нурчан Ерен – Сюрея
- Гьозде Кансу – Олджай
- Чаала Демир – Джерен
- Кенан Аджар – Мурат

## В България
В България сериалът започва на 7 юли 2015 г. по bTV и завършва на 5 октомври. Втори сезон започва на 5 юли 2016 г. и завършва на 25 октомври. Дублажът е на студио Медиа Линк. Ролите се озвучават от Елисавета Господинова, Ася Братанова, Силви Стоицов, Петър Бонев и Илиян Пенев.
На 12 април 2016 г. започва повторно излъчване на първи сезон по bTV Lady и завършва на 7 юли. На 6 февруари 2017 г. започва отново и завършва на 1 август. На 6 януари 2018 г. започва ново повторение и завършва на 18 август. На 1 февруари 2019 г. започва повторно излъчване на втори сезон и завършва на 1 май.